# Lepidostoma abbreviatum
Lepidostoma abbreviatum is een fossiele soort schietmot uit de familie Lepidostomatidae.